# Tầng sinh môn
Tầng sinh môn là khoảng trống giữa hậu môn và bìu dái ở nam và giữa hậu môn và âm hộ ở nữ. Tầng sinh môn là khu vực của cơ thể nằm giữa xương mu và xương cụt, bao gồm phần đáy chậu và các cấu trúc xung quanh. Có một số thay đổi trong cách xác định ranh giới của vùng này. Vùng quanh hậu môn là một phần của tầng sinh môn.
Tầng sinh môn là một khu vực kích thích tình dục cho cả nam và nữ. Rách tầng sinh môn thường xảy ra khi sinh con với lần sinh nở đầu tiên, nhưng nguy cơ của những tổn thương này có thể giảm bằng cách chuẩn bị vùng đáy chậu, thường là thông qua xoa bóp.

## Cấu trúc
Tầng sinh môn thường được định nghĩa là vùng bề mặt ở cả nam và nữ giữa xương mu và xương cụt. Tầng sinh môn nằm dưới cơ hoành và giữa hai chân. Đó là một khu vực hình kim cương bao gồm hậu môn và, ở nữ giới, âm đạo. [6] Các định nghĩa của nó có khác nhau: nó chỉ có thể đề cập đến các cấu trúc bề ngoài trong khu vực này hoặc nó có thể được sử dụng để bao gồm cả các cấu trúc bề ngoài và sâu. Đáy chậu tương ứng với đầu ra của khung chậu.
Một đường được nối trên bề mặt nối các ống nhĩ phân chia không gian tầng sinh môn thành hai hình tam giác: Tam giác niệu sinh dục trước, chứa dương vật (nam) hoặc âm đạo (nữ); và Tam giác hậu môn chứa hậu môn.